# Roberto Soldado
Roberto Soldado Rillo (Valência, 27 de maio de 1985) é um ex-futebolista espanhol que atuava como atacante.
No dia 4 de Fevereiro de 2020, Soldado, já jogador do Granada, fez dois gols na vitória de 2 a 1 contra o Valencia, seu ex time, incluindo um gol nos minutos finais, assim classificando o Granada para uma inacreditável semifinal da Copa del Rey.

## Carreira

### Futebol espanhol
Chegou às categorias de base do Real Madrid no verão de 2000, vindo do Don Bosco, equipe da cidade de Valência, lugar onde Soldado surpreendeu a todos, pois só tinha 15 anos de idade.
Esteve presente em todas as categorias de base do Real Madrid, chegando ao Real Madrid Castilla no verão de 2002, e desde então obteve o ascenso a Segunda divisão em 2005, e disputou partidas da Primeira Divisão e da Liga dos Campeões da UEFA pela equipe principal. Em 2008 foi negociado com o Getafe.
Em 2010, Soldado deixa o Getafe e chega ao Valencia, em uma negociação que girou os 10 milhões de euros. Soldado chega ao principal clube de sua cidade natal, com a missão de substituir ao ídolo David Villa, vendido ao Barcelona. No Valencia, rapidamente tornou-se uma unanimidade entre os torcedores, marcando muitos gols e tornando-se titular absoluto no ataque da equipe, na maioria das vezes ao lado do brasileiro Jonas.

### Tottenham
Em 1 de agosto de 2013 o Tottenham Hotspur anunciou oficialmente a contratação de Soldado, ainda sujeito a submeter-se a exames médicos no clube. Em sua estreia, o jogador abriu o placar para o clube inglês de pênalti, mas o jogo acabou terminando 1 a 1. Ao longo da temporada, com resultados insatisfatórios dos Spurs e redução do rendimento, Soldado acabou perdendo espaço no time titular para o Adebayor.

### Regresso a Espanha
Em agosto de 2015, Soldado assinou por uma temporada pelo Villarreal CF, a título de empréstimo.

## Seleção espanhola
A boa fase no Valencia rendeu o retorno de Soldado à Seleção Espanhola após alguns anos. Logo em sua primeira partida após a volta, Soldado foi o autor de um hat-trick na goleada por 5-0 sobre a Venezuela, e foi por muitos cotado para ser o camisa 9 da "Fúria" na Euro 2012. Contudo, na lista final dos convocados por Vicente Del Bosque, Soldado acabou ficando de fora, perdendo a vaga para Fernando Torres.